# 마이크로소프트 프론트페이지
마이크로소프트 프론트페이지(Microsoft FrontPage)는 마이크로소프트 오피스에 포함된 위지윅 기능을 제공하는 HTML 웹에디터이다. 한 가지 눈에 띄는 기능들 가운데 하나는 자동화 웹 템플릿이 기본 내장되어 지원한다는 점이다. 이러한 템플릿들과 HTML 템플릿들이 다른 제품들과 구분되는 점은 프론트페이지 템플릿들이 자동 내비게이션 시스템을 포함한다는 것이며, 사용자가 추가했던 페이지들에 움직이는 버튼을 만들어 낼 수 있다. 오피스 2003을 끝으로 개발이 종료되었다.

## 역사
프론트페이지는 처음에 매사추세츠주 케임브리지의 기업 Vermeer Technologies에 의해 개발되었으며 프론트페이지를 사용하여 만든 웹 사이트의 _vti_로 시작하는 파일 이름과 디렉터리 이름을 통해 쉽게 확인이 가능하다. Vermeer는 1996년 1월 마이크로소프트에 인수되었으며 이는 마이크로소프트가 프론트페이지를 자사의 제품 라인업에 추가하기 위해서였다.

## 버전 정보
- 버미어(Vermeer) 프론트페이지 1.0
- 1995 마이크로소프트 프론트페이지 1.1
- 1997 마이크로소프트 프론트페이지 97 (버전 2)
- 1997 마이크로소프트 프론트페이지 익스프레스 2.0
- 1998 마이크로소프트 프론트페이지 매킨토시용 1.0
- 1998 마이크로소프트 프론트페이지 98 (버전 3)
- 1999 마이크로소프트 프론트페이지 2000 (버전 9) - 일부 오피스 2000 에디션에 포함
- 2001 마이크로소프트 프론트페이지 2002 (버전 10) - 일부 오피스 XP 에디션에 포함
- 2003 마이크로소프트 오피스 프론트페이지 2003 (버전 11)

## 같이 보기
- 오피스 제품군 비교
- 인터넷 정보 서비스
- 마이크로소프트 익스프레션 웹
- 마이크로소프트 셰어포인트 디자이너
- 마이크로소프트 스웨이